# Stany Zjednoczone Europy
     Obecni członkowie UE
     Państwa-kandydaci UE
     Potencjalni kandydaci UE
     Członkostwo UE możliwe

Obecni członkowie UE
Państwa-kandydaci UE
Potencjalni kandydaci UE
Członkostwo UE możliwe

Stany Zjednoczone Europy, Państwo Europejskie, Państwa Zjednoczone Europy, Wspólnota Europejska, Zjednoczona Europa, Federacja Europejska – nazwy proponowane do opisania hipotetycznych scenariuszy zjednoczenia Europy jako pojedynczego państwa (federacji), podobnego do Stanów Zjednoczonych Ameryki, zarówno w ujęciu political fiction, jak i w ujęciu politologiczno-futurystycznym. Obecnie od lat 2000., choć Unia Europejska nie jest oficjalnie federacją, wielu politologów zgadza się, że posiada pewne cechy federacji.
Termin „Stany Zjednoczone Europy” – jako bezpośrednie nawiązanie do Stanów Zjednoczonych Ameryki – sugeruje, że wszystkie państwa członkowskie Unii Europejskiej miałyby podobny status do stanów USA, stając się częściami Federacji Europejskiej, działającej jako jedno państwo.

## Historia
Różnorodne koncepcje Federacji Europejskiej powstawały przez stulecia. Wiele z nich jest jednak niekompatybilnych (z lub bez Zjednoczonego Królestwa, unia religijna lub świecka itp.). Takie propozycje to np. propozycja króla Czech Jerzego z Podiebradów w 1464 roku; Maximiliana de Sully’ego z XVII wieku i plan Williama Penna.

### XIX wiek
Brytyjski historyk i biograf Napoleona, Felix Markham, zauważa w swojej książce o nim, że podczas pewnej rozmowy na Wyspie Świętej Heleny Napoleon Bonaparte poczynił uwagę: „A zatem dla Europy podzielonej pomiędzy narodowości swobodnie tworzone oraz wolnej wewnętrznie, osiągnięcie pokoju między państwami byłoby łatwiejsze i mogłyby wówczas powstać Stany Zjednoczone Europy”
„Stany Zjednoczone Europy” były także pomysłem Wojciecha Jastrzębowskiego, przedstawionym w „O wiecznym pokoju między nacjami”, opublikowanym 31 maja 1831 roku. Ta propozycja składała się z 77 punktów. Tak postrzegane Stany Zjednoczone Europy miałyby być organizacją międzynarodową, a nie superpaństwem.
Giuseppe Mazzini był pośród pierwszych postulatorów Stanów Zjednoczonych Europy i uważał, że zjednoczenie kontynentu to logiczna kontynuacja zjednoczenia Włoch. Stworzył ruch społeczny Młoda Europa.
Termin „Stany Zjednoczone Europy” (fr. États-Unis d’Europe) był użyty przez Viktora Hugo, także w przemowie na Międzynarodowym Kongresie Pokoju w Paryżu w 1849 roku. Hugo pragnął kreacji „największego, suwerennego senatu, który będzie dla Europy tym, czym parlament jest dla Anglii” i powiedział: „Nadejdzie dzień, kiedy wszystkie nacje naszego kontynentu stworzą Bractwo Europy ... dzień, w którym zobaczymy ... Stany Zjednoczone Ameryki i Stany Zjednoczone Europy, twarzą w twarz, sięgające do siebie ponad oceanem”.
Hugo zasadził drzewo w swojej rezydencji na wyspie Guernsey. Mówił, że kiedy to drzewo urośnie, powstaną Stany Zjednoczone Europy. Drzewo rośnie po dziś dzień w ogrodach Maison de Hauteville, Saint Peter Port, Guernsey, w rezydencji Viktora Hugo podczas jego wygnania z Francji.
Włoski filozof Carlo Cattaneo napisał: „Ocean jest niebezpieczny i pełen pułapek, a jego nurty mają dwa możliwe końce – autokrację lub Stany Zjednoczone Europy. W 1867 roku Giuseppe Garibaldi i John Stuart Mill dołączyli do Victora Hugo na kongresie Ligi Pokoju i Wolności w Genewie. Anarchista Michaił Bakunin stwierdził: „W celu osiągnięcia triumfu wolności, sprawiedliwości i pokoju w międzynarodowych relacjach Europy i aby uczynić wojny między różnymi ludźmi Europy niemożliwymi, istnieje tylko jedna ścieżka – utworzyć Stany Zjednoczone Europy”. Zgromadzenie Narodowe Francji także wezwało do utworzenia Stanów Zjednoczonych Europy w dniu 1 marca 1871 roku.

### XX wiek
Po katastrofie I wojny światowej niektórzy myśliciele i wizjonerzy zaczęli głosić ideę politycznie zjednoczonej Europy. W 1923 roku austriacki hrabia Richard Coudenhove-Kalergi założył Unię Paneuropejską i zorganizował pierwszy Kongres Paneuropejski, który odbył się w Wiedniu w 1926 roku. Celem było utworzenie Europy bazującej na zasadach liberalizmu, chrześcijaństwa i odpowiedzialności społecznej. Przed rewolucją październikową w Rosji, Lew Trocki przewidywał „Federalną Republikę Europy – Stany Zjednoczone Europy”, utworzone przez proletariat.
W 1929 roku Aristide Briand, premier Francji, wygłosił przemowę przed Zgromadzeniem Ligi Narodów, w którym zaproponował federację narodów europejskich, opartą na solidarności, dążeniach do ekonomicznej prosperity oraz politycznej i społecznej współpracy. Wielu ekonomistów, pośród nich John Maynard Keynes, wspierało ten pogląd. Na zlecenie Ligi, Briand zaprezentował „Memorandum o organizacji systemu Federalnej Unii Europejskiej” w 1930 roku. W 1931 roku francuski polityk Édouard Herriot i brytyjski urzędnik cywilny Arthur Salter wydali książki zatytułowane „Stany Zjednoczone Europy”.
Podczas II wojny światowej zwycięstwa nazistowskich Niemiec w 1940 sprawiły, że Wilhelm II stwierdził, iż „Boża ręka tworzy nowy świat i cuda... stajemy się Stanami Zjednoczonymi Europy pod niemieckim przywództwem, zjednoczonym kontynentem europejskim”.
W 1941 roku włoscy komuniści i antyfaszyści Altiero Spinelli i Ernesto Rossi ukończyli pisanie Manifestu z Ventotene, zachęcając do powstania federacji stanów europejskich.
Termin „Stany Zjednoczone Europy” został użyty przez Winstona Churchilla w czasie wykładu w dniu 19 września 1946 roku na Uniwersytecie Zuryskim (niem. Universität Zürich) w Szwajcarii. Churchill stwierdził, iż:

Musimy zbudować rodzaj Stanów Zjednoczonych Europy. Tylko w ten sposób setki milionów ludzi będzie w stanie odzyskać proste radości i nadzieje, które czynią życie wartym przeżycia.

Przed II wojną światową, Churchill był izolacjonistą w stosunku do kontynentalnej Europy. 15 lutego 1930 roku Churchill wygłosił komentarz w amerykańskiej gazecie The Saturday Evening Post, iż „Unia Europejska” byłaby możliwa między krajami kontynentu, lecz bez Wielkiej Brytanii.

Widzimy tylko dobro i nadzieję w bogatszym, wolniejszym i bardziej zadowolonym społeczeństwie europejskiego ludu. Lecz mamy własne marzenie i nasze własne wyzwanie. Jesteśmy z Europą, lecz nie w niej. Jesteśmy połączeni, lecz nie włączeni. Jesteśmy zainteresowani i stowarzyszeni, lecz nie zaabsorbowani.

Pozycja Churchilla względem europejskiej integracji była zwana „pozycją unionisty”, w kontraście do kontynentalnego podejścia „pozycji federalisty”. Federaliści chcieli pełnej integracji z konstytucją, w czasie gdy Ruch Zjednoczonej Europy unionistów pragnął organu konsultatywnego. Federaliści odnieśli sukces na Kongresie Europy. Głównym jego osiągnięciem było utworzenie Europejskiego Trybunału Praw Człowieka w Strasburgu, który jest starszy od Unii Europejskiej.

## Perspektywa ściślejszej unii
Państwa członkowskie Unii Europejskiej mają wiele wspólnych mechanizmów w Unii Europejskiej (UE) i czasami rodzi to wrażenie, iż są jednym państwem. Posiadają: wspólny organ wykonawczy (Komisja Europejska), jednego wysokiego przedstawiciela Unii do spraw zagranicznych i polityki bezpieczeństwa, wspólną politykę bezpieczeństwa i obrony, sąd najwyższy (Europejski Trybunał Sprawiedliwości; tylko w zakresie prawa Unii Europejskiej), siły utrzymywania pokoju i międzyrządowe organizacje badawcze (EIRO forum z członkami takimi jak CERN). Euro często określa się jako główną walutę Europy i zostało przyjęte przez osiemnaście państw UE, a siedem innych państw członkowskich powiązało swoje waluty z euro w ERM II. Dodatkowo, parę europejskich państw spoza UE przyjęło euro nieoficjalnie, przykłady to Czarnogóra, Republika Kosowa i Andora.
Jednakże UE nie posiada wspólnej konstytucji, rządu, polityki zagranicznej ustanowionej przez ten rząd, wspólnego systemu podatkowego i budżetu lub wspólnej armii. Nie istnieje coś takiego jak wspólny system sprawiedliwości UE, nie wspominając o europejskim prokuratorze, który mógłby utrzymywać prawo Unii Europejskiej w europejskich sądach niezależnych od indywidualnych państw członkowskich. Nie istnieją europejscy sędziowie, którzy poprzysięgli lojalność Europie zamiast państwom członkowskim, nie ma europejskich więzień. Bez własnych sądów i więzień, zdolności UE do walki z korupcją w państwach członkowskich są bardzo ograniczone (zwłaszcza w porównaniu z federalnym rządem Stanów Zjednoczonych).
Kilka paneuropejskich instytucji istnieje niezależnie od UE. Europejska Agencja Kosmiczna (ESA) skupia prawie wszystkie państwa członkowskie UE, lecz jest niezależna od Unii i jej członkowie to także państwa spoza UE, jak Szwajcaria i Norwegia. Europejski Trybunał Praw Człowieka (nie należy go mylić z Europejskim Trybunałem Sprawiedliwości) jest także niezależny od Unii. Jest to instytucja Rady Europy która, jak ESA, posiada członków zarówno z UE, jak i spoza niej.
Obecnie, Unia Europejska jest wolnym stowarzyszeniem suwerennych państw, które ma pomóc im w ich wspólnych celach. Nie licząc ogólnej „jeszcze ściślejszej unii” w Uroczystej deklaracji stuttgarckiej o Unii Europejskiej, Unia (w znaczeniu jej rządy członkowskie) nie ma na celu utworzenia federacji lub konfederacji. Jednakże w przeszłości Jean Monnet, osoba związana z UE i jej poprzednikiem, Wspólnotą Europejską, zaproponował to. Istnieje szeroki zakres innych terminów w użyciu w celu określenia możliwej przyszłej politycznej struktury Europy jako całości i/lub UE. Niektóre z nich, jak np. „Zjednoczona Europa” są używane powszechnie i w wielu kontekstach, lecz nie mają określonego statusu.
W USA debatuje się, czy zjednoczona Europa jest możliwa i jaki wpływ zwiększona europejska jedność miałaby na sytuację polityczną i ekonomiczną Stanów Zjednoczonych. Glyn Morgan, profesor politologii i studiów społecznych na Uniwersytecie Harvarda, użył jej w tytule swojej książki „Koncepcja europejskiej superpotęgi: publiczne uzasadnienie i integracja europejska”. Choć tekst Morgana koncentruje się na implikacjach bezpieczeństwa zjednoczonej Europy, inne nowe teksty zwracają uwagę na ekonomiczne aspekty takiego bytu politycznego. Ważniejsze z nich to: „Stany Zjednoczone Europy” autorstwa T.R. Reida i „Europejski sen” Jeremy’ego Rifkina. Ani National Review, ani Chronicle of Higher Education nie wątpią w stosowność tego terminu w swoich recenzjach.

### Europejskie organizacje federalistyczne
Różnorodne organizacje federalistyczne zostały stworzone na przestrzeni czasu, by wspierać federalną Europę. Są to: Unia Europejskich Federalistów, Ruch Europejski i Europejska Partia Federalistyczna.

#### Unia Europejskich Federalistów
Unia Europejskich Federalistów (UEF) jest europejską organizacją pozarządową, opowiadającą się za federalną Europą. Składa się z 20 organizacji i była aktywna na poziomie europejskim, państwowym i lokalnym od ponad 50 lat. Młodzieżówka zwana Młodzi Europejscy Federaliści działa w 30 państwach Europy.

#### Ruch Europejski
Ruch Europejski to organizacja prowadząca działalność lobbystyczną. Koordynuje ona wysiłki stowarzyszeń i rad narodowych w celu promowania integracji europejskiej i informacji o niej.

#### Europejska Partia Federalistyczna
Europejska Partia Federalistyczna jest proeuropejską, paneuropejską i federalistyczną partią polityczną, która pragnie dalszej integracji UE i utworzenia federalnej Europy. Jej celem jest zjednoczenie wszystkich Europejczyków i promowanie europejskiego federalizmu oraz obecność we wszystkich wyborach w całej Europie. Posiada sekcje narodowe w 15 krajach.

### Politycy

#### Guy Verhofstadt
Po negatywnych referendach dotyczących Konstytucji Europejskiej we Francji i Holandii, belgijski były premier Guy Verhofstadt wydał w 2005 roku swoją książkę, napisaną po niderlandzku: De Verenigde Staten van Europa: manifest voor een nieuw Europa („Stany Zjednoczone Europy: Manifest dla nowej Europy”), w której twierdzi – bazując na wynikach Eurobarometru – że przeciętny obywatel Europy pragnie więcej Europy. Uważa on, że federalna Europa powinna być stworzona z tych krajów, które chcą federalnej Europy jako formy zwiększonej kooperacji. W innych słowach, federalna Europa mogłaby istnieć jako sub-struktura w obecnej UE. Twierdzi on także, że te „główne” kraje powinny sfederalizować następujące dziedziny: europejską politykę społeczno-ekonomiczną, współpracę w dziedzinie technologii, politykę sprawiedliwości i bezpieczeństwa, dyplomację i europejską armię. Po ratyfikowaniu Traktatu lizbońskiego (w grudniu 2009) przez wszystkie kraje członkowskie Unii, utworzono wspólną służbę dyplomatyczną, znaną jako Europejska Służba Działań Zewnętrznych (EEAS). 20 lutego 2009 Parlament Europejski zagłosował za utworzeniem Zsynchronizowanych Sił Zbrojnych Europy (SAFE) jako pierwszym krokiem w stworzeniu prawdziwej europejskiej armii. Ta krótka książka jest podsumowaniem stanu UE jako „idei” po zagłosowaniu „Nie” w referendach dotyczących konstytucji europejskiej we Francji i Holandii. W tej książce autor opowiada się za silniejszym podejściem federalistycznym do ekonomicznych i politycznych wyzwań, które państwa członkowskie Unii będą musiały sprostać w przyszłości.
Książka Verhofstadta została nagrodzona pierwszą European Book Prize, która jest przyznawana przez stowarzyszenie Esprit d’Europe i wspierana przez byłego przewodniczącego Komisji Europejskiej Jacques’a Delorsa. Ceremonia wręczenia nagrody w wysokości 20 000 € miała miejsce w Parlamencie Europejskim w Brukseli 5 grudnia 2007 roku. Szwedzki pisarz fikcji kryminalnej, Henning Mankell, był przewodniczącym jury. Wręczając nagrodę powiedział: „Jury było bardzo wrażliwe na polityczną odwagę wykazaną przez obecnego premiera Belgii. W Europie, która ma wiele problemów ze zwątpieniem i pytaniami o własną przyszłość, zaoferował on jasną drogę do przyszłości i daje powody, by wierzyć w europejską konstrukcję”.
Odbierając nagrodę Verhofstadt powiedział: „Kiedy pisałem tę książkę, obmyśliłem ją jako prowokację przeciwko wszystkim tym, którzy nie chcieli Europejskiej Konstytucji. Szczęśliwie, w końcu znaleźliśmy rozwiązanie w traktacie, który został przyjęty”.

#### Viviane Reding
W 2012 roku Viviane Reding, wiceprzewodnicząca Komisji Europejskiej z Luksemburga, wezwała w przemowie w Pasawie w Niemczech, a także w serii artykułów i wywiadów, do utworzenia Stanów Zjednoczonych Europy, jako sposobu, by zwiększyć jedność w Europie.

#### Matteo Renzi
Włoski premier Matteo Renzi powiedział w 2014 roku, że pod jego przywództwem Włochy zamierzają wykorzystać swoje sześciomiesięczne przewodnictwo w Unii Europejskiej, aby przedyskutować utworzenie Stanów Zjednoczonych Europy.

#### Umowa koalicyjna w Niemczech z 2021 roku
25 listopada 2021 roku partie polityczne SPD, FDP i Zieloni tworzące po wyborach parlamentarnych z 26 września 2021 roku w Niemczech rząd kanclerza Olafa Scholza podpisali umowę koalicyjną, w której zawarto w liczącym 170 stron dokumencie zapis dotyczący przekształcenia Unii Europejskiej „w federalne państwo europejskie”.

### Opozycja
Unia Europejska nie jednoczy w sobie wszystkich krajów Europy i nie istnieje konsensus wśród obecnych członków wobec dalszej integracji, nawet jeśli chodziłoby o konfederację. Istnieje także znaczny wewnętrzny opór wobec tej koncepcji w wielu państwach członkowskich.

### Badania społeczne
Członkowie UE z przeważającym poparciem federalizacji
     Członkowie UE z przeważającym sprzeciwem federalizacji

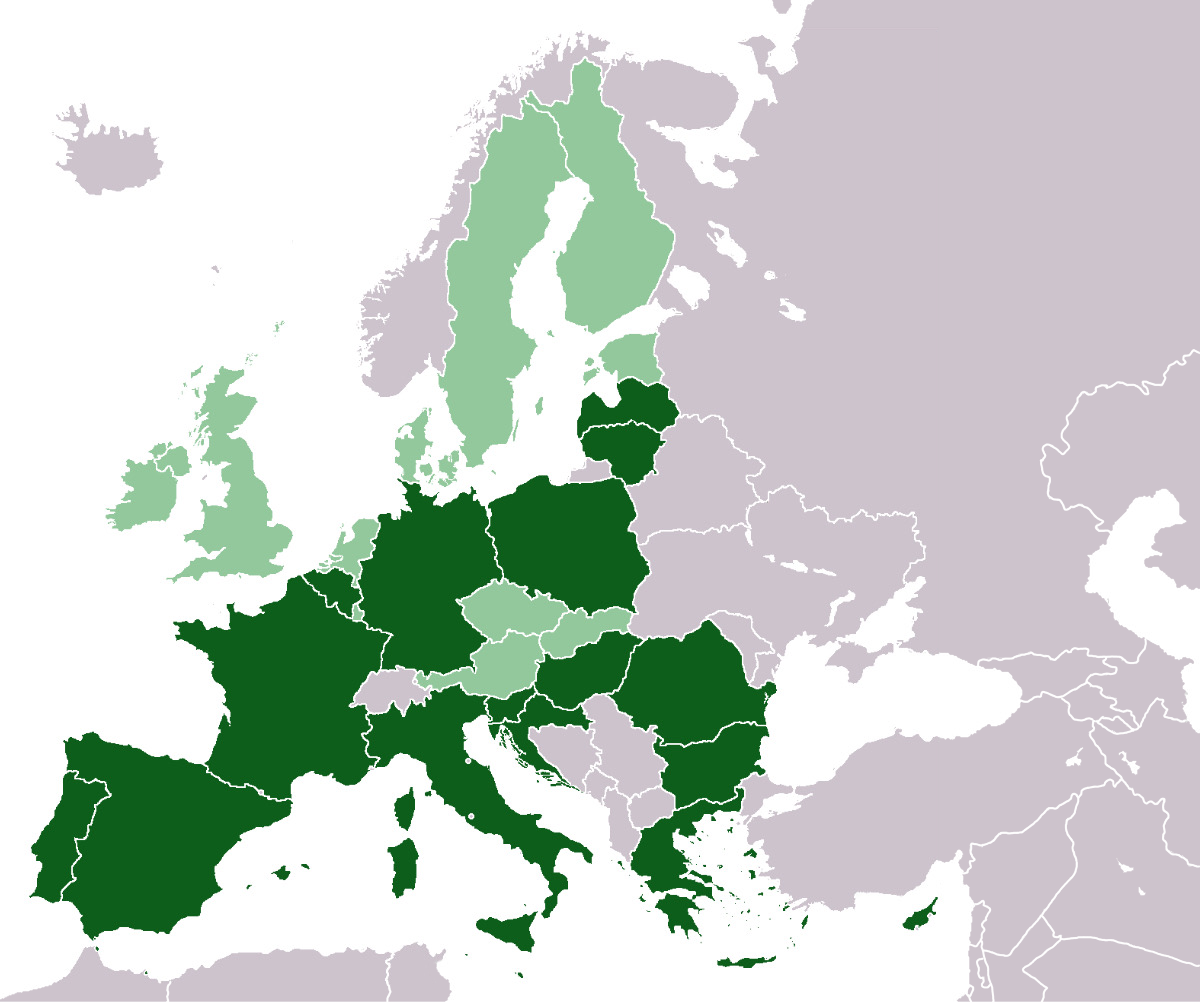
Opinie w sprawie dalszego rozwoju UE do federacji członków UE (z roku 2014)
Członkowie UE z przeważającym poparciem federalizacji
Członkowie UE z przeważającym sprzeciwem federalizacji

Zgodnie z Eurobarometrem (2013), 69% obywateli UE popiera bezpośredni wybór przewodniczącego Komisji Europejskiej; 46% wspiera utworzenie zjednoczonej armii UE.
Dwie trzecie pytanych uważa, że Unia (a nie rządy państw członkowskich) powinna decydować o polityce zagranicznej. Więcej niż połowa pytanych uważa, że UE powinna także decydować o obronności.
44% pytanych wspiera przyszły rozwój Unii Europejskiej jako federacji państw członkowskich. 35% się temu przeciwstawia. Kraje nordyckie były najbardziej niechętne zjednoczonej Europie w tym badaniu. 73% obywateli tych państw przeciwstawiało się takiej propozycji. Znaczna większość ludzi którzy mają pozytywny obraz UE wspiera dalszy rozwój Unii w federację (56% w opozycji do 27%).

## Prognozy

### Przyszłe supermocarstwo
Stany Zjednoczone Europy są powszechnie opisywane jako supermocarstwo, które będzie tak samo potężne, jak USA – lub nawet bardziej. Pewni ludzie, jak: T.R Reid, Andrew Reding i Mark Leonard, wierzą, że moc hipotetycznych Stanów Zjednoczonych Europy będzie konkurować z USA w XXI wieku. Leonard podaje siedem powodów: dużą populację Europy, dużą gospodarkę Europy, niską inflację, centralne miejsce Europy w świecie, niepopularną politykę zagraniczną Stanów Zjednoczonych w ostatnich latach, i wysoką jakość życia pewnych państw europejskich (postrzeganą jako ilość przepracowanych godzin w tygodniu lub dystrybucję dochodów). Pewni eksperci twierdzą, że Europa rozwinęła sferę wpływów zwaną Eurosferą.

### Mała potęga
Norweski badacz polityki zagranicznej i komentator Asle Toje twierdzi, że moc i zasięg Unii Europejskiej bardziej przypomina małą potęgę. W swojej książce „UE jako mała potęga”, argumentuje, że UE jest odpowiedzią na i funkcjonuje jako efekt unikalnego historycznego doświadczenia kontynentu, a także zawiera w sobie pozostałości nie jednego, a pięciu europejskich porządków. Choć lata 90. XX wieku i początki nowego wieku pokazały, że istnieje przestrzeń polityczna dla większego udziału UE w europejskim bezpieczeństwie, Unia okazała się niezdolna, by sprostać oczekiwaniom. Autor szczególnie martwi się o warstwę obronną i bezpieczeństwo Unii, gdzie próby tworzenia konsensusu nie mogły wygenerować spodziewanych rezultatów. Te trendy, połączone ze zmianami w układzie globalnych sił politycznych, są postrzegane jako towarzyszące zmianie w strategicznym myśleniu wewnątrz Unii Europejskiej, gdzie ambicje supermocarstwowe zostały porzucone na rzecz tendencji do uzyskania zabezpieczenia ze strony USA. Autor używa przykładu interwencji EUFORu w Darfurze i Czadzie, by zilustrować fakt, iż efektywność UE jest ograniczana przez lukę konsensusu-oczekiwania, głównie za sprawą braku efektywnego mechanizmu podejmowania decyzji. Z tej perspektywy UE nie będzie supermocarstwem, lecz zajmie pozycję mniejszej potęgi w powstającym wielokierunkowym porządku międzynarodowym.

## W fikcji
W fikcyjnym świecie amerykańskiego pisarza, Erica Flinta, autora bestsellera historii alternatywnej seria 1632, Stany Zjednoczone Europy są stworzone na bazie Konfederacji Księstw Europy, które były stworzone z kilku niemieckich politycznych bytów lat 1630.
W science fiction ten koncept jest szczególnie popularny. Na przykład w książce „Niekompetencja”, dystopijnej powieści autora „Czerwonego Karła” Roba Granta, thrillerze politycznym umiejscowionym w Federacji Europejskiej niedalekiej przyszłości, gdzie głupota jest prawem chronionym konstytucyjnie. Nawiązania do Europejskiego Przymierza lub Europejskiej Hegemonii istniały także w epizodach Star Trek: Następne pokolenie (1987-1994). W serii książek Spy High skierowanej do młodych dorosłych, napisanej przez A.J. Butchera i umiejscowionych około roku 2060, zjednoczona Europa istnieje w formie Europy, a Andrew Reberts w swojej książce z 1995 roku The Aachen Memorandum opisuje Zjednoczone Stany Europy stworzone po zmanipulowanym referendum nazwanym Referendum Aachen. W filmie s-f Freejack w reżyserii Geoffa Murphy'ego jest mowa o prezydencie Europy.
Od początku XXI wieku wiele strategii komputerowych umiejscowionych w przyszłości zareprezentowało zjednoczoną frakcję europejską razem z innymi militarnymi potęgami takimi jak USA lub Rosja. Wlicza się w nie dodatek Europejskie Siły Zbrojne do Battlefield 2 i Battlefield 2142. W Battlefield 2142 zjednoczona Europa jest pokazana jako jedno z dwóch supermocarstw na Ziemi, drugim jest Azja, pomimo bycia w większości zamrożoną w nowej epoce lodowcowej. Motyw katastrofy jest kontynuowany w Tom Clancy’s EndWar (2009), gdzie wojna nuklearna pomiędzy Irakiem a Arabią Saudyjską niszczy zasoby ropy na Bliskim Wschodzie, co zmusza UE do dalszej integracji jako „Federacja Europejska” w 2018. Jedna gra, która nie integruje Europy w pełni to Shattered Union (2005) opowiadająca o przyszłej wojnie domowej w USA, gdzie Unia Europejska to siła utrzymująca pokój. Seria gier komputerowych Wipeout, z drugiej strony, tworzy jasne federalistyczne nawiązanie bez elementów militarnych: jednym z głównych zespołów które wystąpiły w każdej z gier to FEISAR. Ten akronim oznacza Federal European Industrial Science And Research (Federalna Europejska Industrialna Nauka i Badania). W serii gier komputerowych Mass Effect umiejscowionych w XXII wieku, Unia Europejska to suwerenne państwo.